# 响导乡
响导乡，是中华人民共和国安徽省合肥市肥东县下辖的一个乡镇级行政单位。

## 行政区划
响导乡下辖以下地区：
响导社区、马王村、红石村、许集村、龚集村、唐井村、南王村、赵集村、蒋祠村、宋盛村、竹林村和黄湖村。